# Genocídio xiita
O genocídio xiita ou holocausto xiita pelo Estado Islâmico do Iraque e do Levante ocorreu em suas áreas anteriormente controladas no Iraque e na Síria.
Apesar de ser a maioria religiosa no Iraque, os muçulmanos xiitas foram mortos em grande número pelo Estado Islâmico. Em 12 de junho de 2014, o Estado Islâmico matou 1.700 recrutas xiitas desarmados do exército iraquiano no massacre de Camp Speicher. O Estado Islâmico também tem como alvo prisioneiros xiitas. Segundo testemunhas, depois que o grupo militante tomou a cidade de Mosul, separaram os prisioneiros sunitas dos xiitas. Até 670 prisioneiros xiitas foram então levados para outro local e executados. As autoridades curdas em Erbil relataram o incidente de prisioneiros sunitas e xiitas serem separados e prisioneiros xiitas serem mortos depois que a prisão de Mosul caiu para o Estado Islâmico.
A Anistia Internacional responsabilizou o Estado Islâmico pela limpeza étnica de grupos minoritários étnicos e religiosos no norte do Iraque (cristãos e yezidis) em uma "escala histórica", colocando comunidades inteiras "em risco de serem varridas do mapa do Iraque". Em um relatório especial divulgado em 2 de setembro de 2014, descreveu como o Estado Islâmico havia "sistematicamente visando comunidades muçulmanas não-sunitas, matando ou sequestrando centenas, possivelmente milhares, de indivíduos e forçando mais de dezenas de milhares de xiitas, sunitas e outras minorias a fugir das áreas capturadas desde 10 de junho de 2014 ". Os grupos xiitas mais direcionados na província de Nínive foram os turcomenos xiitas e os shabaks, que vivem juntos há séculos em Nínive, cuja maior parte ficou sob o controle do Estado Islâmico desde meados de 2014 até o final de 2017.